# Guillaume Dupuytren
Le baron Guillaume Dupuytren, né le 6 octobre 1777 à Pierre-Buffière et mort le 8 février 1835 à Paris, est un anatomiste et chirurgien militaire français. Il a laissé son nom à une contracture irréductible de la paume de la main décrite en 1831 et à un type de fracture de la cheville. Il mourut d'une crise d'appendicite, à la suite de son refus de se faire opérer.

## Biographie

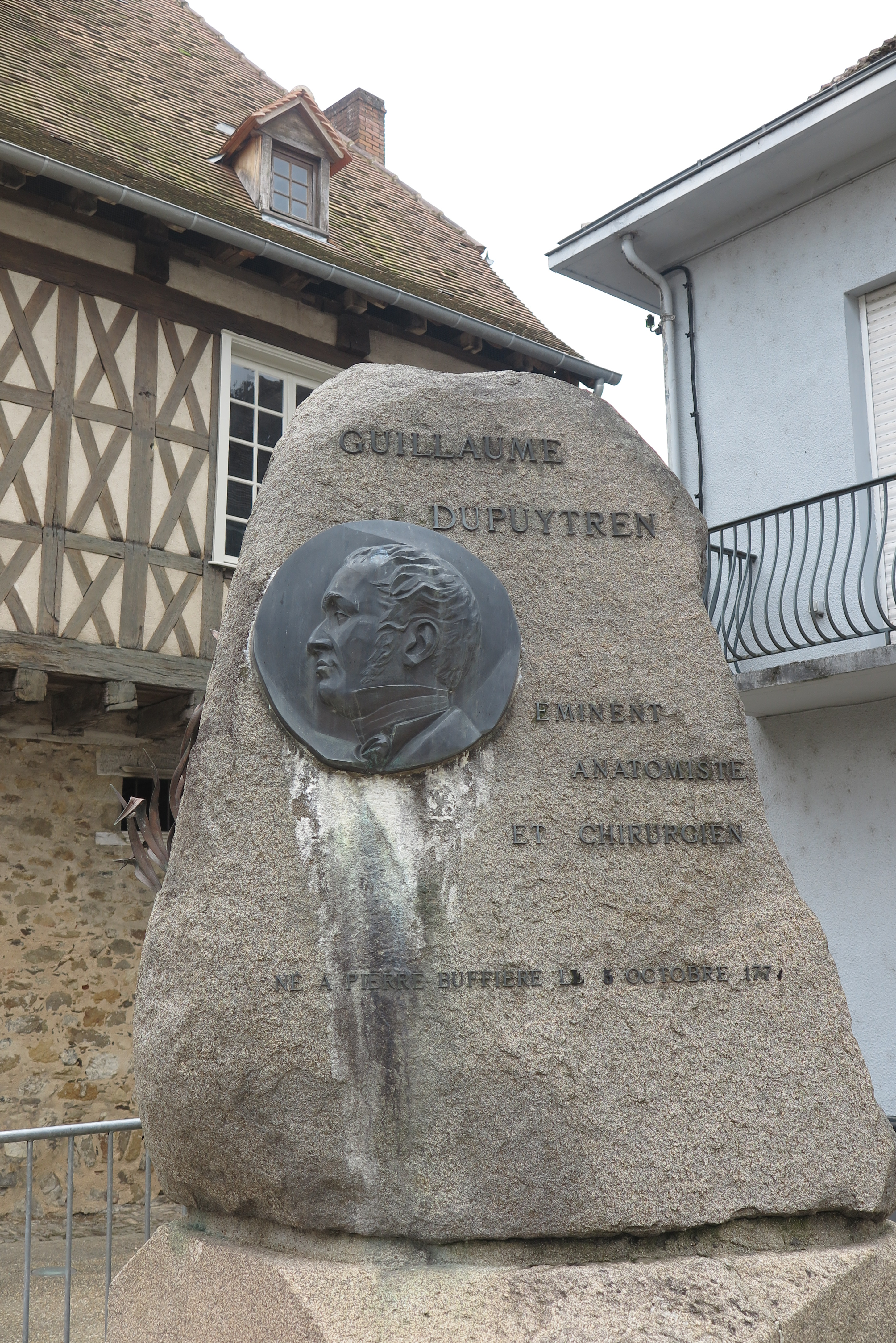
Hommage dans sa ville natale.

En 1780, Dupuytren, alors âgé de trois ans, fut enlevé par une femme et son mari traversant sa ville natale en poste, frappés de sa figure, pour en faire leur fils adoptif, mais son père, bientôt sur leurs traces, les atteignit à Toulouse et les contraignit à lui rendre son fils. Dans les années 1788, il reçut l'enseignement du latin par Pierre Ardent du Pic curé de Condat-sur-Vienne. Un an plus tard, le capitaine de cavalerie Keffer, passant par Pierre-Buffière avec son régiment, le rencontra, alors âgé de douze ans, qui jouait dans la rue. Séduit par la physionomie de cet enfant, il lui demanda s’il voulait le suivre à Paris. Ayant accepté sans hésiter, Dupuytren père installait, quelques jours après, son fils à Paris, au collège de la Marche, dont le frère du capitaine Keffer, était principal. Dupuytren n’avait que seize ans quand il termina ses études scolastiques en 1793. Il partit de Paris à pied, le sac sur le dos, ayant juste ce qu’il fallait pour vivre pendant son voyage, et arriva ainsi à Limoges où sa famille était venue se fixer. Ayant laissé à son fils le choix d’une profession, à l’exclusion toutefois du barreau et des armes, et n’ayant reçu aucune réponse au bout de plusieurs mois, le père de Dupuytren trancha la question en lui disant : Tu seras chirurgien.
À peine étudiant en médecine, Dupuytren comprit que l’anatomie était la base de tout l’édifice médical et il s’y livra avec ardeur. Nommé au concours prosecteur (préparateur d’anatomie) de l’école de santé, à l’âge de 18 ans, il préluda à l’enseignement par des leçons particulières, dont la modique rétribution l’affranchit bientôt du dénuement où le laissaient quelquefois ses parents et, à 24 ans, chef des travaux anatomiques. Il est professeur de médecine opératoire en 1812, chirurgien en chef de l'hôtel-Dieu en 1815. Il est également inspecteur général de l'Université en 1808, baron en 1816 et premier chirurgien du roi sous Charles X et Louis-Philippe. Il est élu membre de l'Académie des sciences en 1825.

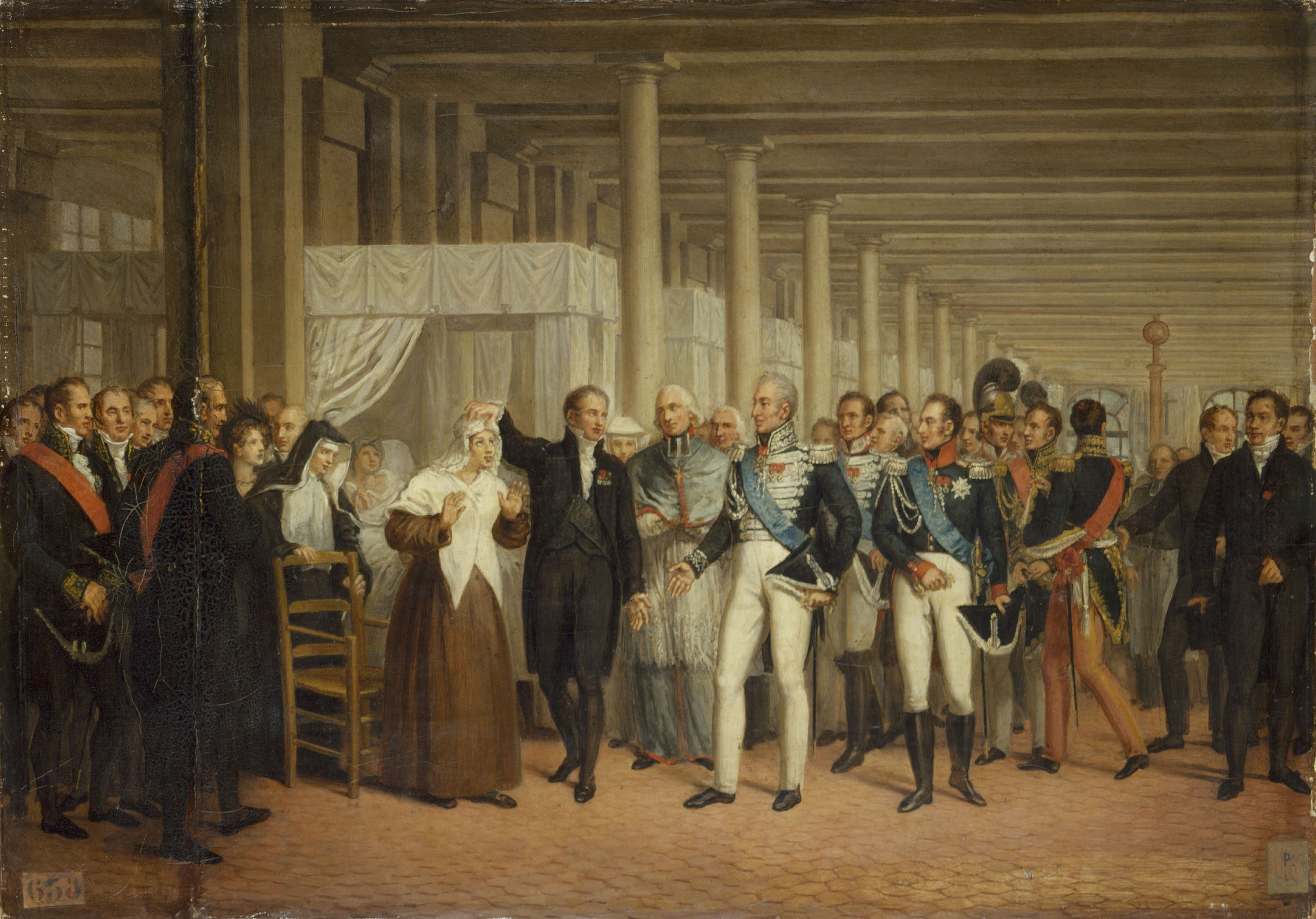
Guillaume Dupuytren, à l'Hôtel-Dieu, présente à Charles X une opérée des yeux. Anonyme (ca. 1825), musée Carnavalet, Paris.

Dupuytren fut avant tout professeur et praticien. Il a exécuté et perfectionné presque toutes les opérations chirurgicales. On lui doit plusieurs opérations nouvelles au XIXe siècle, notamment la cicatrisation de l'intestin dans les hernies étranglées.
Il amassa une grande fortune, que l'on estime à 3 000 000 francs en 1830. Il en offrit le tiers à Charles X exilé, dont il fut le médecin, ainsi que de son frère Louis XVIII qui l’en récompensa en le faisant baron. Il légua à la Faculté une somme de 200 000 francs, qui servit à la fondation d'une chaire d'anatomie pathologique et à la création d'un musée anatomique, qui porte son nom : le musée Dupuytren fondé par Mathieu Orfila.
Dupuytren contribua à plusieurs articles dans le Dictionnaire de médecine et il est l'auteur de mémoires sur les anus contre nature, sur la ligature des principaux troncs artériels, sur la fracture de la fibula. La tombe de Guillaume Dupuytren se trouve à Paris dans la 38e division du cimetière du Père-Lachaise. À la mort de Xavier Bichat en 1802, qu'il a pillé, il dit : « Enfin je commence à respirer » (mentionné dans des biographies plus complètes). À la suite d'une attaque survenue en 1833, il meurt le 7 février 1835 à Paris.

## Œuvres et publications
- Propositions sur quelques points d'anatomie, de physiologie, et d'anatomie pathologique, [thèse de médecine de Paris n° 379], Migneret (Paris), 1803, Texte intégral.
- Note de quelques travaux exécutés par M. le baron Dupuytren, Impr. Rignoux (Paris), Texte intégral.
- « Des anus contre nature — Nouvelle méthode pour les traiter », dans Leçons orales de clinique chirurgicale faites à l'hôtel-Dieu de Paris, vol. 4, 1839.
- Mémoire sur une manière nouvelle de pratiquer l'opération de la pierre, J.-B. Baillière (Paris), 1836, Texte intégral.
- (en) On the injuries and diseases of bones, 1847.
- (en) Lesions of the vascular system, siseases of the rectum, and other surgical complaints, 1854.

## Éponymie
- Fracture de Dupuytren[9]. Elle combine une fracture de la cheville et une dislocation provoquées par une torsion forcée ou violente. La fibula est fracturée juste au-dessus de la cheville, et le tibia se fracture à l'extrémité inférieure, siège d'un arrachement des ligaments. La cheville est alors disloquée. Il faut procéder à une réduction des os pour les replacer dans la position anatomique correcte et immobiliser ensuite à la fois le pied, la cheville et la jambe dans le plâtre pendant environ dix semaines[10].
- Maladie de Dupuytren[11],[12]. Elle se caractérise par une rétraction indolore de l'aponévrose palmaire suivie d'une fibrose progressive. La cause en est inconnue même s'il existe des facteurs génétiques. Le traitement est chirurgical dans la majorité des cas.

## Postérité

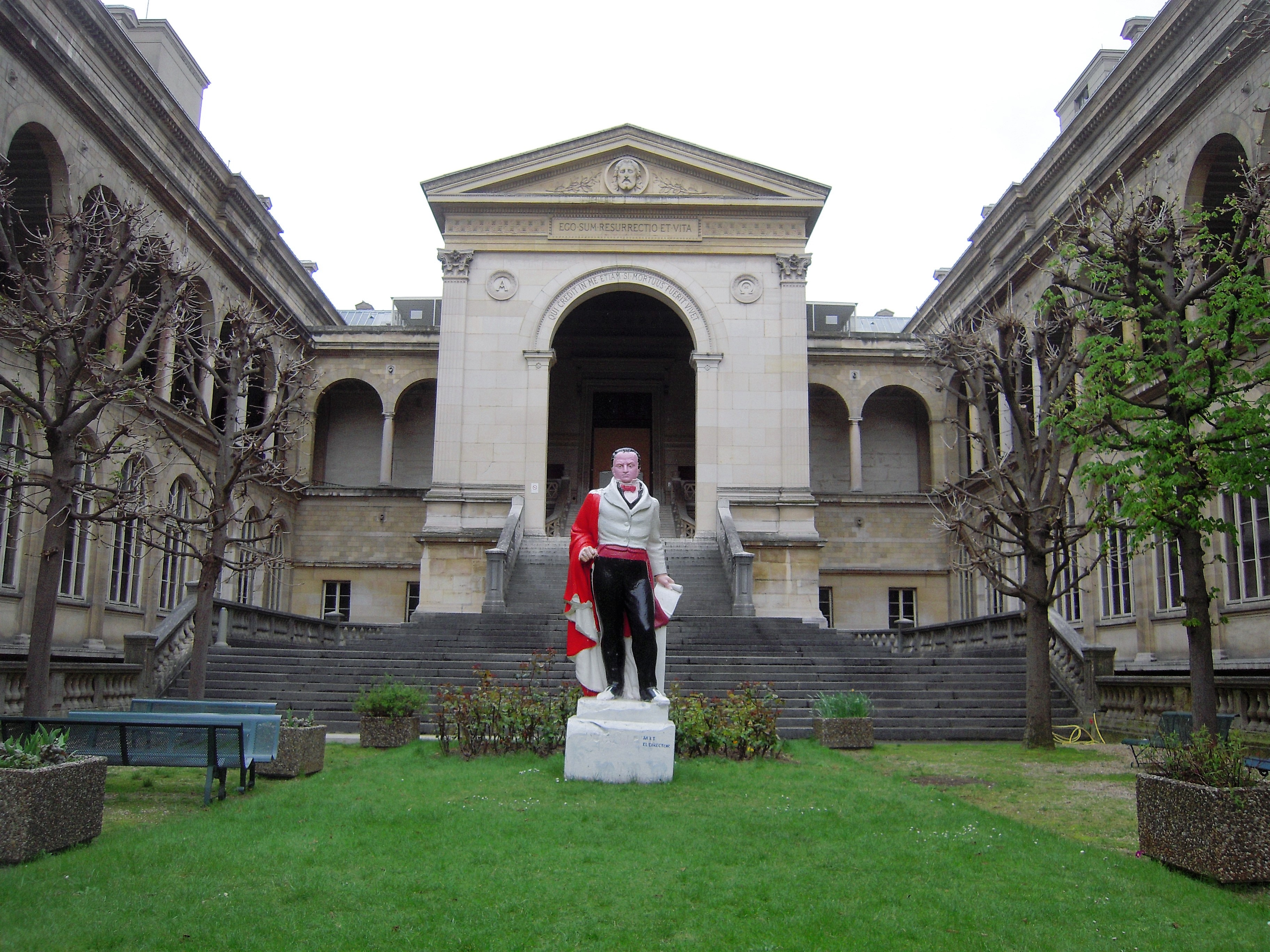
Statue de Dupuytren à l'Hôtel-Dieu déguisée par les internes en médecine.

- Honoré de Balzac le cite à plusieurs reprises sous son nom véritable dans les romans de La Comédie humaine : Béatrix[13], Illusions perdues[14], César Birotteau[15], La Peau de chagrin[16], mais il le transforme aussi en personnage : Dupuytren devient ainsi le chirurgien Desplein de L'Interdiction[17] et de La Messe de l'athée[18],[19]
- « Dupuytren et Récamier se prenaient de querelle à l'amphithéâtre de l'école de médecine et se menaçaient du poing à propos de la divinité de Jésus-Christ. » Victor Hugo[20].
- Il a une statue à Paris 4e.
- La statue de Dupuytren par Max Barneaud dans le patio de l'Hôtel-Dieu de Paris faisait l'objet d'une tradition : chaque année les internes en médecine la déguisaient[21].
- Le centre hospitalier universitaire de la ville de Limoges porte son nom.